# 阿尔森尼耶三世
阿尔森尼耶三世·查尔诺耶维奇（约1627-1633年 – 1706年10月27日）是一名塞尔维亚正教会神职人员。1674年至1706年担任塞尔维亚牧首、佩奇大主教。在大土耳其戰爭中担任塞尔维亚政治、精神领袖并公开地反抗奥斯曼帝国的统治。由于1690年奥地利在科索沃战败，他带领大群的塞尔维亚人跟随奥地利军从奥斯曼帝国治下迁徙至哈布斯堡家族领地，是为塞尔维亚大迁徙，在塞尔维亚史上有着重大意义。1739年，当时的塞尔维亚牧首阿尔森尼耶四世也遵从他的故事进行了第二次民族迁徙。留在奥斯曼帝国境内的残余塞尔维亚教会则被直接归入君士坦丁堡普世牧首区。

## 迁徙
大土耳其战争期间，奥地利军队在巴尔干取得了一定程度的胜利，他们于1683年成功地突破了维也纳之围，这一胜利也鼓舞了塞尔维亚人的士气。阿尔森尼耶激励并促使了许多塞尔维亚人参加奥地利军队，反抗奥斯曼帝国。然而当奥军侵入巴尔干后，却因军事失利无法永久占领贝尔格莱德。阿尔森尼耶牧首遂决定带领四万户塞尔维亚人随奥地利人迁徙。于是，他们西行至克罗地亚和南匈牙利境内。在完成迁徙后，阿尔森尼耶牧首请求皇帝利奥波德一世赐予他管辖哈布斯堡领内所有塞尔维亚人的权利。然而这一请求遭到了来自信奉天主教的斯拉夫人以及西方教会萨格勒布主教的反对。最终，他仍获得了治理除克罗地亚天主教徒以外塞尔维亚人的权利。
阿尔森尼耶后于维也纳去世。大迁徙后，科索沃地区的许多村庄变成了无人区，这也直接导致了另一场阿尔巴尼亚人向科索沃的迁徙，造成了该地区塞、阿两族关系紧张。

## 外部鏈接
- Official site of the Serbian Orthodox Church: Serbian Archbishops and Patriarchs 的存檔，存档日期2017-12-27.
- .  3 (第11版). London: 2–39. 1911.
- .  27 (第11版). London: 426–467. 1911.

| 宗教頭銜            | 宗教頭銜                               | 宗教頭銜               |
| ------------------- | -------------------------------------- | ---------------------- |
| 前任： 馬克西姆一世 | 塞爾維亞牧首 1674–1690 (1706)          | 繼任： 卡利尼克一世    |
| 前任： 頭銜創立     | 哈布斯堡君主國塞爾維亞都主教 1690–1706 | 繼任： 伊賽亞·扎科維奇 |